# Charles-Louis Seck
Charles-Louis Seck (ur. 11 maja 1965) – senegalski lekkoatleta, sprinter, trzykrotny uczestnik igrzysk olimpijskich.
Zdobył srebrny medal w biegu na 100 metrów na mistrzostwach Afryki w 1984 w Rabacie, przegrywając tylko z Chidim Imohem z Nigerii. Odpadł w ćwierćfinale biegu na 100 metrów i półfinale sztafety 4 × 100 metrów na igrzyskach olimpijskich w 1984 w Los Angeles. Na światowych igrzyskach halowych w 1985 w Paryżu odpadł w eliminacjach biegu na 60 metrów. Ponownie zdobył srebrny medal w biegu na 100 metrów na mistrzostwach Afryki w 1985 w Kairze, ponownie za Chidim Imohem. Odpadł w eliminacjach biegu na 60 metrów na halowych mistrzostwach świata w 1987 w Indianapolis.
Zdobył brązowy medal w biegu na 100 metrów na igrzyskach afrykańskich w 1987 w Nairobi, przegrywając z Chidim Imohem i Erikiem Akogyiramem z Ghany. Odpadł w ćwierćfinale biegu na 100 metrów i półfinale sztafety 4 × 100 metrów na mistrzostwach świata w 1987 w Rzymie. Po raz trzeci wywalczył srebrny medal w biegu na 100 metrów na mistrzostwach Afryki w 1988 w Annabie, tym razem ulegając Johnowi Mylesowi-Mllsowi z Ghany. Na igrzyskach olimpijskich w 1988 w Seulu odpadł w ćwierćfinale biegu na 100 metrów. Zdobył brązowy medal na tym dystansie na mistrzostwach Afryki w 1990 w Kairze.
Odpadł w półfinale biegu na 60 metrów na halowych mistrzostwach świata w 1991 w Sewilli. Na mistrzostwach świata w 1991 w Tokio odpadł w ćwierćfinale biegu na 100 metrów. Zdobył brązowy medal w sztafecie 4 × 100 metrów na igrzyskach afrykańskich w 1991 w Kairze.
Zdobył srebrny medal w biegu na 100 metrów na mistrzostwach Afryki w 1992 w Belle Vue Maurel, przegrywając z Nigeryjczykiem  Victorem Omagbemim. Na igrzyskach olimpijskich w 1992 w Barcelonie odpadł w eliminacjach biegu na 100  metrów i  sztafety 4 × 100 metrów.
Był mistrzem Senegalu w biegu na 100 metrów w latach 1984–1986, 1991 i 1992 oraz w biegu na 200 metrów w 1985 i 1986.

## Rekordy życiowe
- bieg na 100 metrów – 10,19 s (9 sierpnia 1986, Aix-les-Bains)
- bieg na 200 metrów – 20,7 s (18 maja 1985, Dakar)[11]